# Mellansysslets tingslag
Mellansysslets tingslag var ett tingslag i Värmlands län i Mellansysslets domsaga. 
Tingslaget inrättades 1882 av Grums tingslag, Kils tingslag och Karlstads tingslag. 
Tingslaget uppgick den 1 januari 1971 i Karlstads tingsrätt och domsaga.

## Omfattning

### Socknarna i häraderna
- Grums härad
- Kils härad
- Karlstads härad

### Kommuner (från 1952)
- Grava landskommun
- Ulleruds landskommun
- Stora Kils landskommun
- Frykeruds landskommun
- Nors landskommun
- Eds landskommun

samt
- Hammarö, Forshaga, Munkfors och Grums köpingar